# Кеклик кремовогорлий
Кеклик кремовогорлий, або кеклик азійський (Alectoris chukar) — птах родини фазанових. Поширений серед гірських масивів від Балканського півострова на заході до Китаю і Гімалаїв на сході. Інтродукований у багатьох регіонах, у тому числі в Гірському Криму.

## Зовнішній вигляд

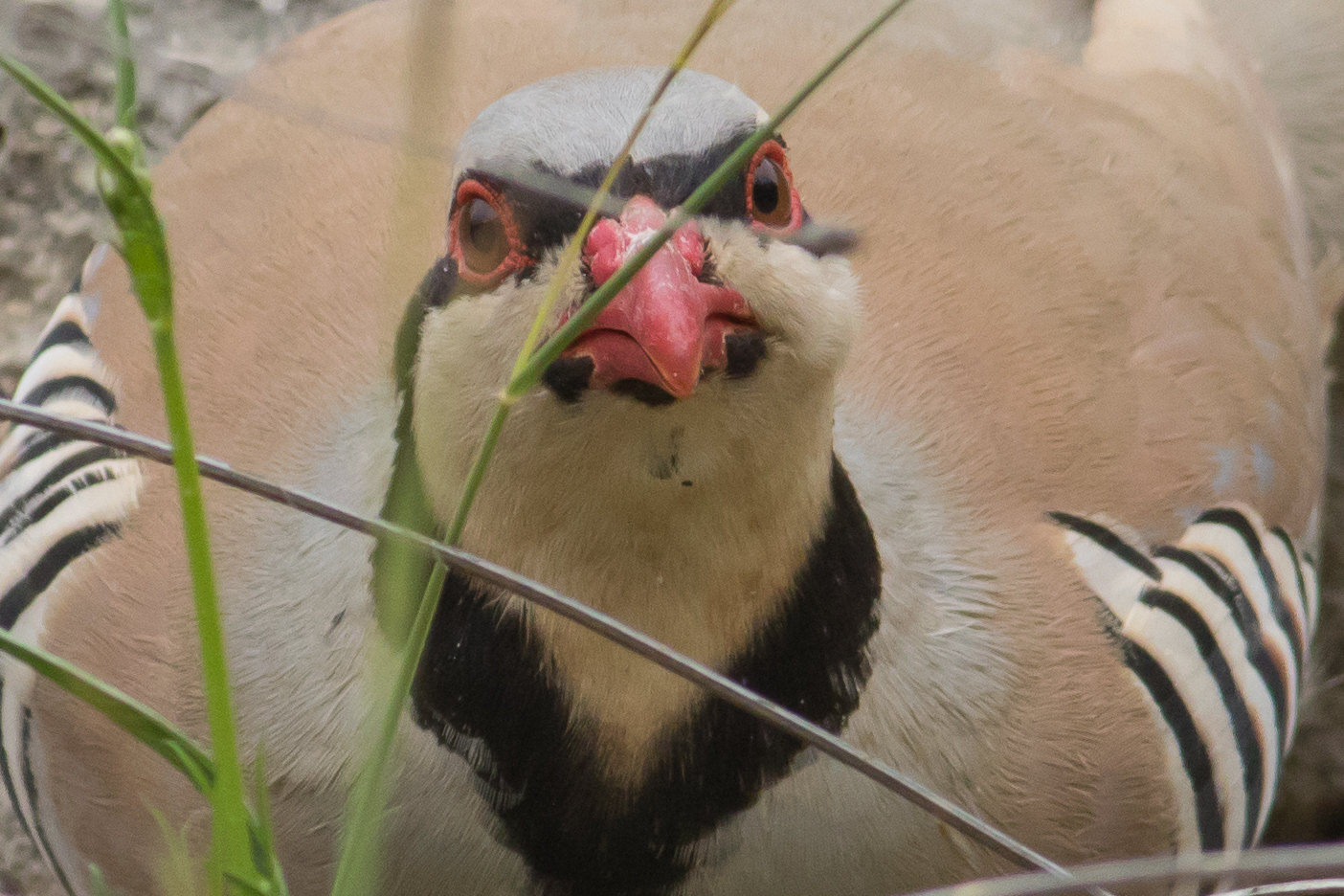
Кеклик азійський

Розміром трохи більший за галку. Довжина тіла становить 35 см, маса — від 350 до 800 г, розмах крил 47-52 см. Оперення сірого кольору. Від чола через очі та навколо передньої частини шиї проходить чорна смуга. Дзьоб, кільця навколо очей і ноги яскраво-червоного кольору. Самка відрізняється від самця відсутністю шпор та меншими розмірами. Молодий птах верху сірувато-бурий, на верхівці пер білуваті плями; низ білувато-вохристий, оперення грудей сірувате, з білими рисками; дзьоб кремовий; ноги червонуваті.

## Поширення
Поширений серед гірських масивів від Балканського півострова на заході до Китаю і Гімалаїв на сході. У США кеклик успішно акліматизований у штатах Невада та Нью-Мексико. Інтродукований в Нову Зеландію, Гавайські острови та Південну Африку, а також в Україні — до Гірського Криму, де є осілим птахом. Населяє пустелі і узлісся до висоти 4600 м над рівнем моря.

## Розмноження
Самка кремовогорлого кеклика відкладає від 7 до 22 яєць. Насиджування відбувається 24 дні. Птах починає розмножуватися на першому році життя.

## Живлення
Влітку живиться рослинними та кормами. Взимку корм в основному рослинного походження.

## Підвиди
Орнітолог П. П. Сушкін описав підвид кеклика і назвав його на честь зоолога, житомирянина Є. Л. Шестопьорова Alectoris chukar shestoperovi Sushkin, 1927.
Нині вид має 14 визнаних підвидів:
- A. c. chukar (J. E. Gray, 1830)
- A. c. cypriotes (Hartert, 1917)
- A. c. dzungarica (Sushkin, 1927)
- A. c. falki (Hartert, 1917)
- A. c. kleini (Hartert, 1925)
- A. c. koroviakovi (Zarudny, 1914)
- A. c. kurdestanica (Meinertzhagen, 1923)
- A. c. pallescens (Hume, 1873)
- A. c. pallida (Hume, 1873)
- A. c. potanini (Sushkin, 1927)
- A. c. pubescens (Swinhoe, 1871)
- A. c. sinaica (Bonaparte, 1858)
- A. c. subpallida (Zarudny, 1914)
- A. c. werae (Zarudny та Loudon, 1904)

## Утримання в неволі
Часто утримується в неволі, особливо популярний у любителів пташиних боїв. Неволю переносить легко. Живуть азійські кеклики в домашніх умовах при гарному догляді до 20 років.